# Walter Höflechner
Walter Höflechner (* 23. Oktober 1943 in Cilli, Slowenien) ist ein österreichischer Historiker.

## Leben und Wirken
Walter Höflechner studierte von 1962 bis 1967 Geschichte an der Karl-Franzens-Universität Graz und absolvierte von 1965 bis 1968 eine Ausbildung am Institut für österreichische Geschichtsforschung der Universität Wien. 1968 wurde er sub auspiciis praesidentis zum Dr. phil. promoviert. Von 1968 bis 1977 war er Universitätsassistent am Institut für Geschichte der Universität Graz und wurde 1968 mit dem Aufbau des Universitätsarchivs beauftragt. 1974 erfolgte die Habilitation für Österreichische Geschichte an der Philosophischen Fakultät der Universität Graz. 1977 wurde er Extraordinarius und ab 1998 Universitätsprofessor für Österreichische Geschichte am Institut für Geschichte der Universität Graz.
1980 war er Mitbegründer der Österreichischen Gesellschaft für Wissenschaftsgeschichte und ab 1981 Mitglied der Historischen Landeskommission für Steiermark.
Von 1983 bis 1992 war er Leiter des Universitätsarchivs sowie Redakteur und später Herausgeber der Publikationen aus dem Archiv der Universität Graz und von 1983 bis 2001 war er mit Harry Kühnel Vorsitzender der Sektion für Wissenschafts- und Kulturgeschichte des Österreichischen Historikertages. 1988 wurde er der erste Kurator des David-Herzog-Fonds der Universität Graz.
Ab 1993 begann eine Kooperation mit der Universität Shkodra in Albanien, die ihn 1995 zum Professor honoris causa und 2002 zum Ehrendoktor ernannte.
1995 war er Gründungsmitglied der Gesellschaft für Universitäts- und Wissenschaftsgeschichte und wurde Mitglied der Internationalen Kommission für Universitätsgeschichte. 1999 wurde er Mitglied einer Task Force der Europäischen Rektorenkonferenz für die Universität Pristina.
Von 1999 bis 2004 war er Dekan der Geisteswissenschaftlichen Fakultät der Universität Graz.

## Auszeichnungen
- 1994: Österreichisches Ehrenkreuz für Wissenschaft und Kunst
- 1995: Professor honoris causa der Universität Shkodra, Albanien
- 1996: Orden „Naim Frashëri“ der Republik Albanien
- 1997: Ehrenbürger der Stadt Shkodra, Albanien
- 1998: Ehrenurkunde der Israelitischen Kultusgemeinde Graz
- 2002: Ehrendoktor der Universität Shkodra, Albanien
- 2003: Ehrenkreuz I. Klasse für Wissenschaft und Kunst der Republik Österreich

## Schriften
Monografien, umfangreiche Artikel
- Die Gesandten der europäischen Mächte, vornehmlich des Kaisers und des Reiches. 1490–1500 (= Archiv für österreichische Geschichte. Band 129). Böhlau, Wien/Köln/Graz 1972, ISBN 3-205-04409-6.
- mit Roderich Fellner: Die Augenheilkunde an der Universität Graz. Akademische Druck- und Verlags-Anstalt, Graz 1973, ISBN 3-201-00858-3.
- Das Fach Geschichte an der Universität Graz. 1729–1848. Akademische Druck- und Verlags-Anstalt, Graz 1975, ISBN 3-201-00924-5.
- Biographie und Wissenschaftsgeschichte. Verlag der Österreichischen Akademie der Wissenschaften, Wien 1981.
- mit Adolf Hohenester: Ludwig Boltzmann. 1844–1906. Vollender der klassischen Thermodynamik. Eine Dokumentation. Ausstellung im Deutschen Museum, 15. November – 29. Dezember 1985. Deutsches Museum, München 1985, ISBN 3-924183-05-8.
- Zur Geschichte der Universität Graz. In: Kurt Freisitzer, Walter Höflechner, Hans-Ludwig Holzer, Wolfgang Mantl (Hrsg.): Tradition und Herausforderung. 400 Jahre Universität Graz. Graz 1985, S. 3–141.
- Die Baumeister des künftigen Glücks. Fragment einer Geschichte des Hochschulwesens in Österreich vom Ausgang des 19. Jahrhunderts bis in das Jahr 1938. Akademische Druck- und Verlags-Anstalt, Graz 1988, ISBN 3-201-01469-9.
- Die Österreichische Rektorenkonferenz. 1911–1938, 1945–1969. Österreichische Rektorenkonferenz, Wien 1993, ISBN 3-901113-08-8.
- Geschichte der Karl-Franzens-Universität Graz. Von den Anfängen bis in das Jahr 2005 (= Karl-Franzens-Universität Graz: Allgemeine wissenschaftliche Reihe. Band 1). Unter Mitarbeit von Ingrid Maria Wagner. Leykam, Graz 2006, ISBN 3-7011-0058-6.
- Joseph von Hammer-Purgstall 1774–1856. Ein altösterreichisches Gelehrtenleben. Unter Mitarbeit von Alexandra Wagner, Gerit Koitz-Arko und Sylvia Kowatsch. 2 Bände. Akademische Druck- und Verlagsanstalt, Graz 2021, ISBN 978-3-201-02059-6 (Band 1, S. 1–877, PDF; 8,9 MB, Band 2, S. 879–1877, PDF; 9,4 MB).
Ergänzung: Walter Höflechner: Joseph von Hammer‐(Purgstall) 1774–1856. Ein Überblick. (online, PDF; 2,3 MB).

Herausgaben
- Beiträge und Materialien zur Geschichte der Wissenschaften in Österreich. Akademische Druck- und Verlags-Anstalt, Graz 1981, ISBN 3-201-01175-4.
- Domus Austriae. Festgabe Hermann Wiesflecker zum 70. Geburtstag. Akademische Druck- und Verlags-Anstalt, Graz 1983, ISBN 3-201-01238-6.
- mit Kurt Freisitzer, Hans-Ludwig Holzer und Wolfgang Mantl: Tradition und Herausforderung. 400 Jahre Universität Graz. Graz 1985.
- mit Günter Bernhard, Wolfgang Zach: Bibliographie geisteswissenschaftliche Fakultät Karl-Franzens-Universität Graz. Akademische Druck- und Verlags-Anstalt, Graz.
  - Band 1: 1986, ISBN 3-201-01301-3.
  - Band 2: 1990, ISBN 3-201-01535-0.
- Boltzmann, Ludwig: Gesamtausgabe. Band 9: Leben und Briefe. Akademische Druck- und Verlags-Anstalt, Graz 1994, ISBN 3-201-01629-2.
- Andreas Schweiger: David Herzog. Erinnerungen eines Rabbiners 1932–1940. Akademische Druck- und Verlags-Anstalt, Graz 1997, ISBN 3-201-01639-X.
- mit Alexandra Wagner: Erinnerungen und Briefe. Joseph von Hammer-Purgstall. Akademische Druck- und Verlags-Anstalt, Graz.
  - Band 1: Zur Orientierung und Erinnerungen. 2011.
  - Band 2: Briefe 1790 bis Ende 1819. 2011.
  - Band 3: Anhang, Urschrift, Typoskript. 2011
- mit Alexandra Wagner, Gerit Koitz-Arko: Joseph von Hammer-Purgstall. Briefe, Erinnerungen, Materialien. 8 Teile. Adeva, Graz 2018, DNB 1179788818.